# فيليب تقلا
فيليب تقلا (1915 - 10 يوليو 2006)، سياسي لبناني. دخل إلى السياسة بعمر 30 عاماً وذلك إثر وفاة أخيه النائب والوزير سليم تقلا.

## عن حياته
تلقى علومه في مدرسة الفرير في جونيه، ثم في معهد عينطورة، وفي المرحلة الجامعة درس الحقوق في جامعة القديس يوسف التي تخرج منها في عام 1935، وبدأ بعدها بالعمل في مكتب المحامي كميل إده.

### في السياسة
بعد وفاة أخيه النائب والوزير سليم تقلا وخلو مقعده في المجلس النيابي عن دائرة جبل لبنان ترشح عن المقعد، وانتخب نائباً في آذار 1945، وأعيد انتخابه عن نفس الدائرة في دورة عام 1947، وانتخب عن مقعد الروم الكاثوليك في دائرة (الشوف - عاليه) في انتخابات عام 1951، وفي عام 1957 انتخب نائباً عن دائرة (بعلبك الهرمل). ودخوله النيابة فتح الباب أمام دخوله الوزارة، فتولى العديد من المهام الوزارية طوال حياته:
- من 11 نيسان / أبريل 1946 إلى 22 أيار / مايو 1946 وزيراً للتجارة والصناعة والتموين وزيراً للتربية الوطنية والفنون الجميلة وذلك بحكومة الرئيس سامي الصلح في عهد الرئيس بشارة الخوري.
- من 22 أيار / مايو 1946 إلى 14 كانون الأول / ديسمبر 1946 وزيراً للتربية الوطنية ووزيراً للخارجية وذلك بحكومة الرئيس سعدي المنلا في عهد الرئيس بشارة الخوري.
- من 26 تموز / يوليو 1948 إلى 1 تشرين الأول / أكتوبر 1949 وزيراً للاقتصاد الوطني ووزيراً للبرق والبريد وذلك بحكومة الرئيس رياض الصلح في عهد الرئيس بشارة الخوري.
- من 1 تشرين الأول / أكتوبر 1949 إلى 14 شباط / فبراير 1951 وزيراً للاقتصاد الوطني ووزيراً للخارجية والمغتربين وذلك بحكومة الرئيس رياض الصلح في عهد الرئيس بشارة الخوري.
- من 7 حزيران / يونيو 1951 إلى 11 شباط / فبراير 1952 وزيراً للاقتصاد الوطني ووزيراً للمالية وذلك بحكومة الرئيس عبد الله اليافي في عهد الرئيس بشارة الخوري.
- من 11 شباط / فبراير 1952 إلى 9 أيلول / سبتمبر 1952 وزيراً للخارجية والمغتربين وذلك بحكومة الرئيس سامي الصلح في عهد الرئيس بشارة الخوري.
- من 24 أيلول / سبتمبر 1958 إلى 14 تشرين الأول / أكتوبر 1958 وزيراً للخارجية والمغتربين وذلك بحكومة الرئيس رشيد كرامي في عهد الرئيس فؤاد شهاب.
- من 7 تشرين الأول / أكتوبر 1959 إلى 14 أيار / مايو 1960 وزيراً للاقتصاد الوطني ووزيراً للعدلية وذلك بحكومة الرئيس رشيد كرامي في عهد الرئيس فؤاد شهاب.
- من 14 أيار / مايو 1960 إلى 1 آب / أغسطس 1960 وزيراً للاقتصاد الوطني ووزيراً للخارجية والغتربين ووزيراً للسياحة وذلك بحكومة الرئيس أحمد الداعوق في عهد الرئيس فؤاد شهاب.
- من 1 آب / أغسطس 1960 إلى 20 أيار / مايو 1961 وزيراً للخارجية والمغتربين وذلك بحكومة الرئيس صائب سلام في عهد الرئيس فؤاد شهاب، كما أعيد تعيينه بذات المنصب في حكومة الرئيس صائب سلام المشكلة في 20 أيار / مايو 1961، وبحكومة الرئيس رشيد كرامي المشكلة في 31 تشرين الأول / أكتوبر 1961، وحكومة الرئيس حسين العويني المشكلة في 20 شباط / فبراير 1964 وذلك في عهد الرئيس فؤاد شهاب، وقد استقال من منصبة وزيراً للخارجية في 1 نيسان أبريل 1964 على إثر تعيينه حاكماً لمصرف لبنان.
- من 18 تشرين الثاني / نوفمبر 1964 إلى 2 حزيران / يونيو 1965 وزيراً للخارجية والمغتربين وذلك بحكومة الرئيس حسين العويني بعهد الرئيس شارل حلو.
- من 9 نيسان / أبريل 1966 إلى 6 كانون الأول / ديسمبر 1966 وزيراً للخارجية والمغتربين ووزيراً للعدل وذلك بحكومة الرئيس عبد الله اليافي في عهد الرئيس شارل حلو.
- من 31 تشرين الأول / أكتوبر 1974 إلى 23 أيار / مايو 1975 وزيراً للخارجية والمغتربين وذلك بحكومة الرئيس رشيد الصلح في عهد الرئيس سليمان فرنجية.
- من 1 تموز / يوليو 1975 إلى 16 حزيران / يونيو 1976 وزيراً للخارجية والمغتربين ووزيراً للتصميم العام ووزيراً للتربية الوطنية والفنون الجميلة وذلك بحكومة الرئيس رشيد كرامي في عهد الرئيس سليمان فرنجية، حيث أقيل من منصبه بمرسوم أصدره الرئيس فرنجية أعتبره فيه مستقيلاً من الوزارة كونه انقطع عن مزاولة مهامه منذ مدة طويلة.

وكان بالفترة بين عامي 1968 و1972 قد عين سفيراً للبنان في فرنسا.

## حياته الأسرية
تزوج من أوديت جورج معلوف، وأنجبا:
- حبيب (مواليد عام 1949).
- جورج (مواليد عام 1951).

## روابط خارجية
- فيليب تقلا على موقع مونزينجر (الألمانية)